# Президентски избори в САЩ (1980)
Президентските избори в САЩ през 1980 г. са 49-ата президентска предизборна кампания в историята на Съединените щати и се провеждат на 4 ноември 1980 г.
На изборите републиканският кандидат Роналд Рейгън побеждава тогавашния президент на демократите Джими Картър. Победата на Рейгън довежда до възхода на консервативното движение в Съединените щати, а предизборната кампания се смята за началото на т.нар. „революция на Рейгън“.